# Buslijn 48 (Rotterdam)
Buslijn 48 waren een drietal buslijnen in de Nederlandse gemeente Rotterdam, die werden geëxploiteerd door de RET. De laatste lijn verbond het Station Rotterdam Zuid via het Noordereiland en de Coolsingel met het Centraal Station en was een zogenaamde frequentbus (tegenwoordig 6-4-2 bus genoemd). Er hebben sinds 1967 bij de RET drie lijnen met het lijnnumer 48 bestaan. De laatste lijn reed tot 13 december 2014 en werd gedeeltelijk overgenomen door buslijn 32 tussen Station Zuid en Overschie en buslijn 47 tussen Noordereiland en Station Blaak.

## Geschiedenis

### Lijn 48 I

#### Lijn V en 48
In de jaren 1950 bestond een buslijn V tussen de Broersvest in Schiedam en Vlaardingen. 
Op 1 november 1953 werd lijn V vernummerd in lijn 48 en reed van het Emmaplein in Schiedam naar Vlaardingen. Later werd de lijn doorgetrokken naar Vlaardingen West.

#### Lijn 59
Op 2 september 1967 werd lijn 48 in het kader van de hernummering van het lijnennet vernummerd in lijn 59 en verlengd naar het Marconiplein. Deze lijn 59 werd na de ingebruikname van de metro naar het Marconiplein in 1986 overgenomen door Westnederland en geïntegreerd in de lijnen 125 en 126.

### Lijn 48 II

#### Lijn 66
Na de opening van de Van Brienenoordbrug op 1 februari 1965 werd een nieuwe lijn 66 ingesteld tussen de Honingerdijk in aansluiting op tramlijn 1 over de nieuwe brug naar IJsselmonde en station Lombardijen. Het gaf de bewoners van de rechter en linker Maasoever hiermee een alternatieve verbinding naast de overbelaste Willemsbrug. 

#### Lijn 48
In het kader van de hernummering van het lijnennet werd lijn 66 op 2 september 1967 vernummerd in lijn 48. 
In 1968 werd lijn 48 vanaf de Honingerdijk doorgetrokken via Het Lage Land naar station Alexander. 
In 1979 toen de Ommoordse busbaan buiten gebruik werd gesteld werd de lijn vanaf station Alexander verlengd naar Ommoord (Max Planckplaats) bij het winkelcentrum Binnenhof. Tijdens de bouw van de metro in Kralingen werd lijn 48 door deze wijk verlegd in verband met de tijdelijke inkorting van de tramlijnen over de Oudedijk. Na de opening van het eerste deel van de metro in mei 1982 werd de lijn verlegd via het metrostation Kralingse Zoom. 
In 1996 werd lijn 48 in verband met de onregelmatige dienstuitvoering opgesplitst in drie lijnen. Lijn 46 reed voortaan het noordelijke gedeelte tussen Kralingse Zoom en Ommoord waarbij de lijn werd verlegd via Prinsenland terwijl lijn 47 naast lijn 48 over de van Brienenoordbrug ging rijden waarbij beide lijnen werden doorgetrokken naar het Zuidplein. In IJsselmonde reed lijn 47 via de Koninginneweg en lijn 48 via de Adriaan Volkerlaan. In de stille uren werd niet tussen Zuidplein en station Lombardijen gereden.
Op 4 november 2002 werden alle ritten van lijn 48 geïntegreerd in lijn 47, die tevens een routewijziging via de Slinge kreeg. Vanaf 24 mei 2004 ging lijn 47 niet meer naar het Zuidplein, maar naar Pendrecht (en in de spits naar de Waalhaven) rijden. Vanaf 2005 reed lijn 47 alleen nog maar tussen de Kralingse Zoom en Keizerswaard.
Lijn 47 werd in 2008 vervangen door Qbuzz lijn 183. Sinds december 2012 is lijn 183 een RET lijn en rijdt samen met lijn 83 (aanvankelijk lijn 145) tussen de Kralingse Zoom over de van Brienenoordbrug naar Keizerswaard.

### Lijn 48 III
De derde lijn 48 vond zijn oorsprong in de tweede lijn 49 die werd ingesteld op 9 februari 1968. 

#### Lijn W en 49 I
Er bestond al eerder een lijn 49 die zijn oorsprong vond in de  per 8 maart 1949 ingestelde nieuwe lijn W. Deze lijn reed van de Rietdijk in Charlois naar de Groene Zoom bij de Beukendaal. Op 1 november 1953 werd de lijn vernummerd in lijn 49 en reed toen van de Sluisjesdijk naar de Ogiersingel. In 1960 werd verder gereden naar de nieuwe wijk Lombardijen. Op 7 februari 1968 werd door de indienststelling van de metro de lijn opgeheven en min of meer vervangen door de nieuwe lijn 76.

#### Lijn 49 II
Twee dagen later werd de tweede lijn 49 ingesteld van Station Zuid via Feijenoord en de Willemsbrug naar het Centraal Station. Op bepaalde tijden werd tijdens het bezoekuur doorgereden naar het Sint Clara Ziekenhuis. Ook werd later op bepaalde tijden doorgereden naar het winkelcentrum Keizerswaard wat later op alle tijden gebeurde. Ook kwamen er naderhand op de drukste tijden op het oorspronkelijk traject korttrajectdiensten tot station Zuid. Om files te vermijden werd de lijn enkele jaren verlegd via het Pompenburg in plaats van de Coolsingel.

#### Lijn 48 en 49

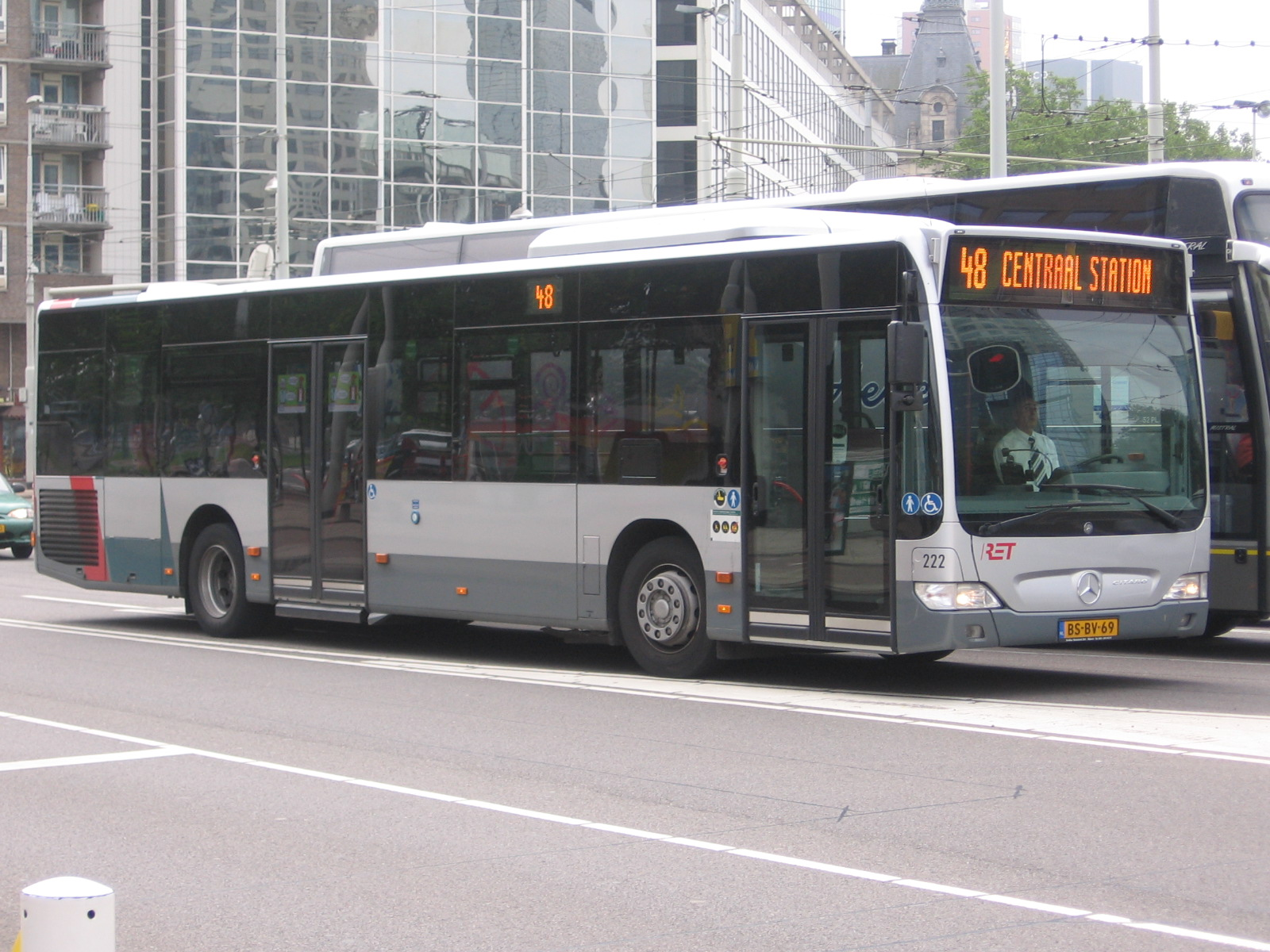
RET-bus 222 (Mercedes-Benz Citaro) als Buslijn 48 richting Centraal Station op het Hofplein.

Tijdens de aanleg van de trampluslijn naar IJsselmonde werd lijn 49 tijdelijk gesplitst in lijn 48 en lijn 49 die beide om en om via een afwijkende route tussen station Zuid en Keizerswaard reden. Bij een volgende reorganisatie van het lijnennet in mei 2004 werd lijn 49 ter vervanging van de ingekorte lijn 44 doorgetrokken vanaf het Centraal Station naar Sint Franciscus Gasthuis. 
In 2004 werd in verband met een onevenwichtge bezetting lijn 49 weer geknipt en werd lijn 49 ingekort tot het traject SFG (later: Station Noord) - Centraal Station. Het gedeelte Centraal Station - Groenenhagen kreeg het lijnnummer 48, dit dus in tegenstelling tot de oorspronkelijke lijn 49 die dit traject bereed. 
Lijn 49 werd na de ingebruikname van het metrostation Blijdorp geheel opgeheven. Als gevolg van bezuinigingen en de sluiting van het Sint Clara Ziekenhuis werd lijn 48 op 11 december 2011 ingekort tot het traject  station Zuid - Centraal Station. Op 14 december 2014 werd de lijn geheel opgeheven en grotendeels vervangen door een verlenging van lijn 32.